# Beata Sokołowska-Kulesza
Beata Sokołowska-Kulesza (n. 10 ianuarie 1974, Gorzów Wielkopolski, Polonia) este o caiacistă ce a reprezentat Polonia, medaliată olimpică. A participat la 2 ediții ale Jocurilor Olimpice (2000, 2004) în care a câștigat două medalii de bronz.